# واتیشام
واتیشام (به انگلیسی: Wattisham) یک روستا و محله مدنی در بریتانیا است که در Babergh واقع شده‌است. واتیشام ۱۱۰ نفر جمعیت دارد.